# Ivo Minář
Ivo Minář  (ur. 21 maja 1984 w Pradze) – czeski tenisista, reprezentant w Pucharze Davisa, olimpijczyk z Pekinu (2008).

## Kariera tenisowa
Karierę tenisową Minář rozpoczął w 2002 roku.
W grze pojedynczej wielokrotnie wygrywał zawody z cyklu ATP Challenger Tour. W rozgrywkach kategorii ATP World Tour awansował, w styczniu 2005 roku, do finału w Sydney, na nawierzchni twardej.
W grze podwójnej Czech zwyciężył w jednym turnieju rangi ATP World Tour, w Monachium z 2009 roku na kortach ziemnych, gdzie tworzył parę z Janem Hernychem.
W latach 2007, 2009, 2010 i 2012 Minář startował w Pucharze Davisa. W 2012 roku był w składzie drużyny Czech, która wygrała całą edycję.
W 2008 roku zagrał na igrzyskach olimpijskich w Pekinie, z których odpadł w 1 rundzie pokonany przez Oliviera Rochusa.
W rankingu gry pojedynczej Minář najwyżej był na 62. miejscu (20 lipca 2009), a w klasyfikacji gry podwójnej na 120. pozycji (8 maja 2006).

### Finały turniejów ATP World Tour
| Legenda                                      |
| -------------------------------------------- |
| Wielki Szlem                                 |
| Igrzyska olimpijskie                         |
| Tennis Masters Cup / ATP Finals              |
| ATP Masters Series / ATP Tour Masters 1000   |
| ATP International Series Gold / ATP Tour 500 |
| ATP International Series / ATP Tour 250      |

#### Gra pojedyncza (0–1)
| Końcowy wynik | Nr | Data             | Turniej | Nawierzchnia | Przeciwnik     | Wynik finału |
| ------------- | -- | ---------------- | ------- | ------------ | -------------- | ------------ |
| Finalista     | 1. | 16 stycznia 2005 | Sydney  | Twarda       | Lleyton Hewitt | 5:7, 0:6     |

#### Gra podwójna (1–0)
| Końcowy wynik | Nr | Data         | Turniej   | Nawierzchnia | Partner     | Przeciwnicy               | Wynik finału |
| ------------- | -- | ------------ | --------- | ------------ | ----------- | ------------------------- | ------------ |
| Zwycięzca     | 1. | 10 maja 2009 | Monachium | Ceglana      | Jan Hernych | Ashley Fisher Jordan Kerr | 6:4, 6:4     |